# Бад-Зегеберг
Бад-Зегеберг (нім. Bad Segeberg) — місто в Німеччині, розташоване в землі Шлезвіг-Гольштейн. Адміністративний центр району Зегеберг.
Площа — 18,87 км2. Населення становить 17 641 ос. (станом на 31 грудня 2020).

## Уродженці
- Мона Бартель (1990) — німецька тенісистка.
- Марія Єпсен (* 1945) — перша в світі жінка-єпископ в лютеранській церкві.